# 1108
Високе Середньовіччя •  Золота доба ісламу •  Реконкіста •  Хрестові походи •  Київська Русь

## Геополітична ситуація
Візантію очолює Олексій I Комнін (до 1118). Генріх V є королем Німеччини (до 1125), Людовик VI Товстий став королем Франції (до 1137).
Апеннінський півострів розділений: північ належить Священній Римській імперії, середню частину займає Папська область, південна частина півострова окупована норманами. Деякі міста півночі: Венеція, Піза, Генуя, мають статус міст-республік.
Південь Піренейського півострова захопили Альморавіди. Північну частину півострова займають християнські Кастилія, Леон (Астурія, Галісія), Наварра та Арагон, Барселона. Королем Англії є Генріх I Боклерк (до 1135), королем Данії Нільс I (до 1134).
У Київській Русі княжить Святополк Ізяславич (до 1113). У Польщі триває боротьба за владу між князями Збігнєвом та Болеславом. На чолі королівства Угорщина стоїть Коломан I (до 1116).
На Близькому сході існують держави хрестоносців: Єрусалимське королівство, Антіохійське князівство, Едеське графство. Сельджуки окупували Персію та Малу Азію, в Єгипті владу утримують Фатіміди, у Магрибі панують Альморавіди, у Середній Азії правлять Караханіди, Газневіди втримують частину Індії. У Китаї продовжується правління династії Сун. На півдні Індії домінує Чола. В Японії триває період Хей'ан.

## Події
- Засновано Михайлівський Золотоверхий собор
- Королем Франції став Людовик VI Товстий.
- Альморавіди завдали важкої поразки Кастилії біля Уклеса.
- Князь Антіохії Боемунд після невдалого наступу на Балканах уклав з візантійцями Девольську угоду, за якою поступався частиною земель в Леванті. Його син Танкред, регент Антіохійського князівства, відмовився визнавати угоду.
- Танкред Тарентський при підтримці еміра Алеппо Радвана дав відсіч військам Балдуїна дю Бурга та атабека Мосула Джавалі.
- Перша згадка про консулів Бергамо, свідчить, що місто стало республікою.
- У Японії клани Тайра та Мінамото завдали поразки монахам-воїнам монастиря Енряку.